# محمد زكي مجاهد
السيّد محمد زكي بن محمد بن حسين مجاهد (1904 - 1980) كاتب سيرة مصري. ولد في القاهرة ونشأ وتعلم فيها. حضر بعض الدروس بالأزهر، وعكف على المطالعة وجمع الكتب، وتثقيف نفسه، ولما توفي والده سنة 1936 اشتغل بتجارة الكتب في دكان له كانت ملتقى مشاهير العلماء والمستشرقين. له عدة مؤلفات في السيرة أشهرها «الأعلام الشرقية في المئة الرابعة عشرة الهجرية» وهو معجم في تراجم مشاهير الشرق في أربعة أجزاء. توفي في القاهرة عن 76 عامًا.

## سيرته
هو محمد زكي بن محمد بن حسين بن مجاهد بن إبراهيم المصري الشافعي. ينتهي نسبه إلى الحسين بن علي بن أبي طالب. ولد في القاهرة بالخديوية المصرية سنة 1322 هـ / 1904 م ونشأ بها. تلقى مقدماته على والده، وفي مدرسة خان جعفر، ومدرسة محمد علي باشا الخيرية. ثم حضر دروس سعيد المرصفي، ومحمد زاهد الكوثري، وأحمد شاكر وغيرهم، وأجازه بعضهم. 

عمل مع والده المتوفي 1936 في محله بالجمالية بالقاهرة، ثم تفرغ لتجارة الكتب عام 1940. فاعتنى بالكتب، جمعًا وتأليفًا. وأهدى مجموعات من الكتب لعدة مكتبات، منها مجموعة لمكتبة المسجد الأقصى، ولمكتبة اللغات بباريس، ومكتبة جامعة ليدن. كان عضوًا في الاتحاد المصري العام لدور النشر والمكتبات.

له نظم وبعض القصائد القليلة نشرت في مصادر دراسته.
ومن شعره يوصف صورته:
توفي زكي مجاهد في القاهرة سنة 1401 هـ / 1980 م.

## آثاره
من مؤلفاته:
- «مناقب البيومي مؤسس الطريقة البيومية: حياته وأوراده»، 1946
- «الأعلام الشرقية في المئة الرابعة عشرة الهجرية، 4 مجلدات، 1949- 1963: جمع فيه أعيان القرن الرَّابع عشر الهجري من مشاهير الشرق، وقسّمه إلى إحدى عشر قِسْمًا: 1- الملوك والأمراء، الوزراء والسُّفَراء، زُعماء الحركة القوميَّة، أعلام الجيش والبحريَّة، علماء الإسلام، القُضاة والمُحامون ، طبقات الصُّوفيَّة، مشاهير النِّحَل غير الإسلاميَّة، الأدباء والكُتَّاب والشُّعراء، المؤرخون والرَّحَّالة،‌ رجال الصَّحَافة. فترجم فيه لـ1294 عَلَمًا.
- «الأخبار التاريخية في السيرة الزكية»، 1958
- «الخلاصة الوفية في السيرة الحسينية»
- «مناقب الإمام الرفاعي الكبير»
- «فهرس الكتب الخاصة بمصر والسودان»
- «جولة في الريف المصري بالسيارة مع الدكتوران برخمان المستشرق الهولندي أستاذ الأدب العربي بجامعة ليدن»
- «قاموس الأعلام الشرقية»